# Markowo (powiat inowrocławski)
Markowo – osada w Polsce położona w województwie kujawsko-pomorskim, w powiecie inowrocławskim, w gminie Gniewkowo.

## Podział administracyjny
W latach 1975–1998 miejscowość należała administracyjnie do województwa bydgoskiego.

## Demografia
Według Narodowego Spisu Powszechnego (III 2011 r.) wieś liczyła 257 mieszkańców. Jest trzynastą co do wielkości miejscowością gminy Gniewkowo.

## II wojna światowa
W dniach 1-6 września 1939 z dwu lotnisk polowych położonych w pobliżu wsi operowały 2 eskadry (141 i 142) III Dywizjonu Myśliwskiego 4 Pułku Lotniczego. Dowództwo dywizjonu i personel latający zakwaterowany był w szkole, natomiast personel naziemny w zabudowaniach gospodarczych. Na uzbrojeniu Dywizjonu znajdowały się 22 samoloty myśliwskie PZL P.11c i jeden łącznikowy RWD-8.

## Zabytki
Według rejestru zabytków NID na listę zabytków wpisany jest zespół dworski z poł. XIX w., nr rej.: 179/A z 15.06.1985:
- dwór, ok. 1880
- park z aleją lipową
- cmentarz rodowy w parku
- budynki gospodarcze, XIX/XX w.